# نفيدة
نَفِيدَة (الاسم العلمي: Terebratula)، جنس حديث من عضديات الأرجل مع سجل أحفوري يعود إلى العصر الديفوني المتأخر. هذه العضديات الأرجل هي حيوانات أمامية تتغذى وهي معلقة ثابتة ولها توزيع عالمي. تعيش لاصقة بالصخور المغمورة.